# Gürer Aykal
Gürer Aykal (* 22. Mai 1942 in Eskişehir) ist ein türkischer Dirigent und außerordentlicher Professor an der Bilkent-Universität in Ankara. Er war von 1999 bis 2009 Generalmusikdirektor und Chefdirigent des Borusan Istanbul Philharmonic Orchestra.

## Leben
Aykal studierte in den 1960er Jahren am Staatlichen Konservatorium Ankara Violine bei Necdet Remzi Atak und Kompositionslehre bei Ahmed Adnan Saygun.  Anschließend wurde er in London an der Guildhall School of Music von André Previn und George Hurst zum Dirigenten ausgebildet. 1973 erwarb er dann an der Accademia Nazionale di Santa Cecilia einen Doctor of Musical Arts in Dirigieren. Auf Sayguns Wunsch blieb er in Italien und studierte Gregorianische Musik und Renaissancemusik am Päpstlichen Institut für Kirchenmusik.

## Karriere
Aykal dirigierte das Staatssymphonieorchester Istanbul, das English Chamber Orchestra, das London Philharmonic Orchestra, das NDR Sinfonieorchester, das Kammerorchester Ankara (das er gemeinsam mit Suna Kan gründete) und das Concertgebouw-Orchester. 1975 wurde er Chefdirigent des Symphonieorchesters des türkischen Präsidenten in Ankara. Von 1987 bis 1991 war Aykal Musikdirektor des Lubbock Symphony Orchestra in Texas und anschließend von 1992 bis 2004 Musikdirektor des El Paso Symphony Orchestra.
Aykal war künstlerischer Leiter des Antalya International Piano Festival im Sommer des Jahres 2014.

## Auszeichnungen
Die türkische Regierung verlieh ihm 1981 den Ehrentitel eines „Staatskünstlers“. 2008 wurde er zum Ehrendirigenten des Borusan Istanbul Philharmonic Orchestra ernannt. Im Mai 2008 erhielt er die Finnish State Medal. Außerdem erhielt er 2008 den „International Prize for the Performing Arts“ des Festivals „Lazio between Europe and the Mediterranean“. 2012 erhielt er den Ahmed Adnan Saygun Grand Award.